# 吉原義雄
吉原 義雄（よしはら よしお、1875年10月27日（明治5年9月25日）- 1930年（昭和5年）12月22日）は、日本の政治家。衆議院議員（1期）。

## 経歴
新潟県南蒲原郡中之島村（中之島町を経て現長岡市）出身。慶應義塾で学ぶ。農業を営み、西所村・三沼村組合村長、新潟県議、南蒲原郡議、中之島村議、同村長、村農会長、郡農会長、水利組合議員となる。
1924年（大正13年）第15回衆議院議員総選挙において新潟7区から憲政会公認で立候補して当選した。衆議院議員を1期務めた。1928年（昭和3年）第16回衆議院議員総選挙には立候補しなかった。1931年死去。